# Pesmapán (västra Cuetzalan del Progreso kommun)
Pesmapán är en ort i Mexiko.   Den ligger i kommunen Cuetzalan del Progreso och delstaten Puebla, i den sydöstra delen av landet, 180 km öster om huvudstaden Mexico City. Pesmapán ligger 583 meter över havet och antalet invånare är 115.
Terrängen runt Pesmapán är lite bergig, och sluttar norrut. Runt Pesmapán är det tätbefolkat, med 383 invånare per kvadratkilometer. Närmaste större samhälle är Olintla, 16,1 km väster om Pesmapán. I omgivningarna runt Pesmapán växer huvudsakligen savannskog.